# Lagginhorn
De Lagginhorn is een 4010 meter hoge berg in het oosten van de Walliser Alpen nabij de Italiaanse grens. De berg vormt samen met de Fletschhorn (3993 m) en de Weissmies (4023 m) een massief tussen het Saastal en de Simplonpas. De berg is de laagste vierduizender van de Walliser Alpen.
Op 26 augustus 1856 beklommen Johann Joseph Imseng, Franz Joseph Andenmatten en Edward Levi Ames de Laginhorn voor de eerste maal. De top wordt meestal vanuit het Saastal beklommen. Vanuit Saas Grund gaat een kabelbaan omhoog naar Kreuzboden (2397 m) vanwaar de Weissmieshütte (2726 m) in drie kwartier bereikt kan worden. De Lagginhorn geldt als een van de gemakkelijkst te beklimmen bergen boven de 4000 meter. Indien de top sneeuwvrij is kan deze zelfs door een geoefende bergwandelaar bedwongen worden. Naar het westen biedt de top uitzicht op het Mischabelmassief met de 4545 meter hoge Dom, in het noorden en zuiden liggen de nabije Fletschhorn en Weissmies en in het oosten de vergletsjerde Monte Leone.
Bij een ongeluk bij de beklimming op 24 augustus 2009 kwamen twee Italiaanse alpinisten om het leven (Giuseppe Picone en Davide Bassani)